# Leslie M. Gumbi
Leslie Mbangambi Gumbi (* 7. März 1959 in Johannesburg; † 11. Juli 2012) war ein südafrikanischer Politiker und Diplomat.

## Lebenslauf
Leslie M. Gumbi studierte Politikwissenschaften, war Mitglied des ANC und Mitarbeiter einer NGO.
1995 trat er in den Dienst des Ministeriums für Auswärtige Angelegenheiten (DIRCO) der Republik Südafrika ein. Von 1996 bis 2000 war er Gesandtschaftsrat an der südafrikanischen Mission beim UN-Hauptquartier in New York City. 2000 wurde er in den Dienstgrad eines Direktors im Amt für Auswärtige Angelegenheiten befördert und war mit Friedenssicherung, Abrüstung und Belangen des AU-Sicherheitsrats beschäftigt. Von Februar 2004 bis August 2005 war er Delegierter der südafrikanische Mission beim Büro der Vereinten Nationen in Genf. Von September 2005 bis Dezember 2009 war er Südafrikanischer Botschafter für Österreich, Slowenien und die Slowakei, sowie ständiger Repräsentant bei den Organisationen der Vereinten Nationen und anderen Internationalen Organisationen in Wien (UNO, UNIDO, CTBTO, IAEO). Ab 2009 leitete er die Abteilung Vereinte Nationen im südafrikanischen Außenamt.

## Publikationen
- Leslie M. Gumbi: Von Soweto nach Pretoria: Südafrika – 30 Jahre nach der Schülerrevolte. In: Dokumentations- und Kooperationszentrum Südliches Afrika. Indaba 51, Wien 2006, S. 3–11.

## Ehrungen
- 17. Dezember 2009: Großes Goldenes Ehrenzeichen am Bande für Verdienste um die Republik Österreich[5]